# Aittosaari (ö i Päijänne-Tavastland, Lahtis, lat 61,49, long 25,57)
Aittosaari är en ö i Finland. Den ligger i sjön Päijänne och i kommunen Sysmä i den ekonomiska regionen  Lahtis ekonomiska region  och landskapet Päijänne-Tavastland, i den södra delen av landet, 150 km norr om huvudstaden Helsingfors. Öns area är 12,8 hektar och dess största längd är 0,7 kilometer i nord-sydlig riktning.